# Журавненський мирний договір

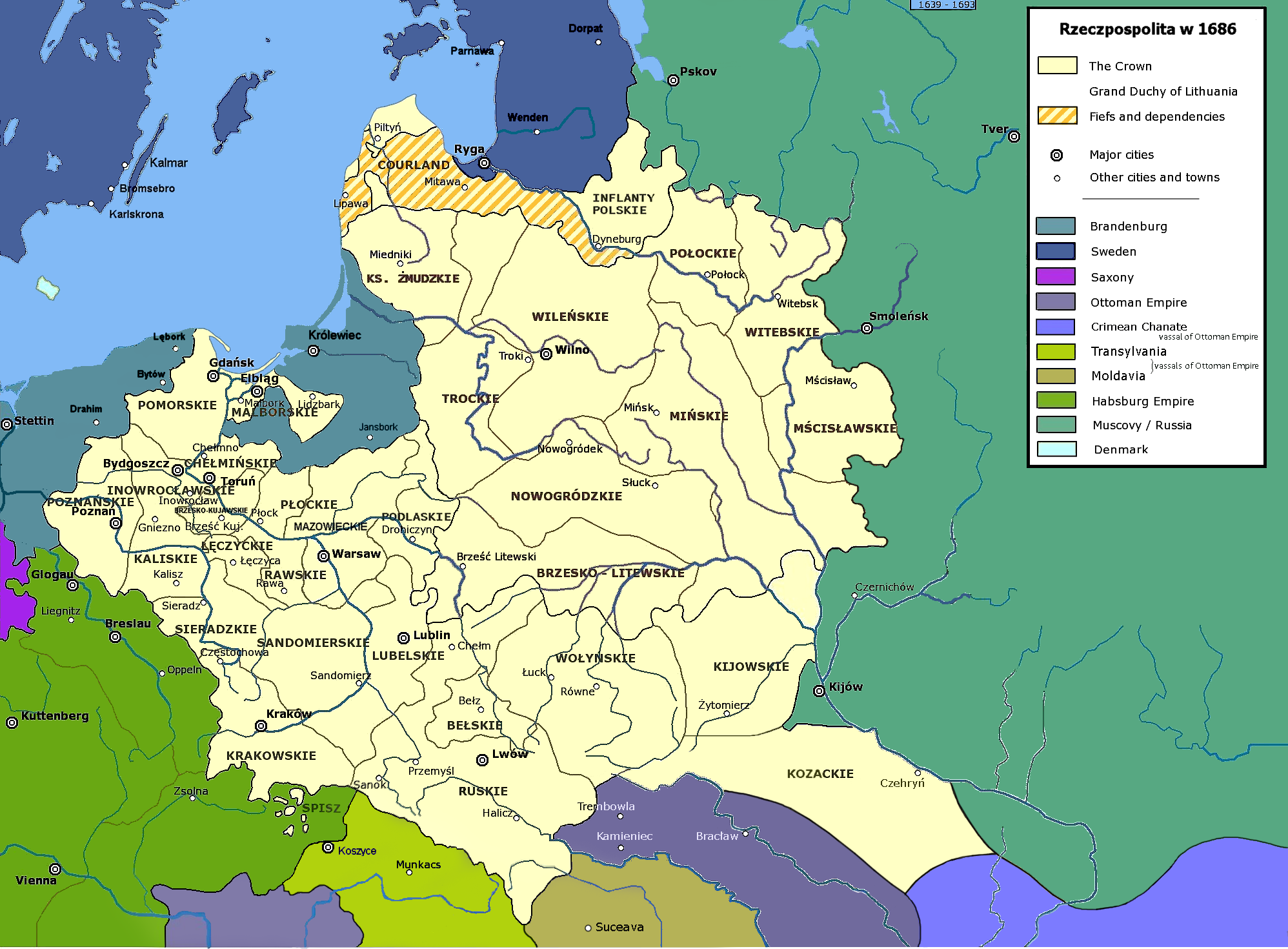
Річ Посполита в кордонах 1686

Журавненський мирний договір — мирна угода між Річчю Посполитою та Османською імперією, підписана 17 жовтня 1676 року в Журавному (тепер смт Жидачівського району Львівської області). Договір завершив польсько-турецьку війну 1673-1676.

## Умови
За умовами Журавненського мирного договору:
- скасовувалася щорічна данина в сумі 22 тисяч злотих, яку Річ Посполита мала сплачувати Османській імперії за умовами Бучацького мирного договору 1672 року;
- Поділля залишалось у складі Османської імперії;
- значна частина Правобережної України (за винятком колишніх Білоцерківського і Паволоцького полків) визнавалася козацькою територією під управлінням гетьмана Петра Дорошенка.

Сейм Речі Посполитої не ратифікував Журавненський мирний договір, що призвело згодом до нової війни між Річчю Посполитою й Османською імперією, яка закінчилася укладенням Карловицького мирного договору у 1699 році.

## Вшанування
1848 р. власниця містечка Журавно Евеліна Хаєцька, обгородила місце підписання миру і встановила там пам'ятний знак-колону. Знак ремонтувався в 1921 і 2004 рр..

## Галерея

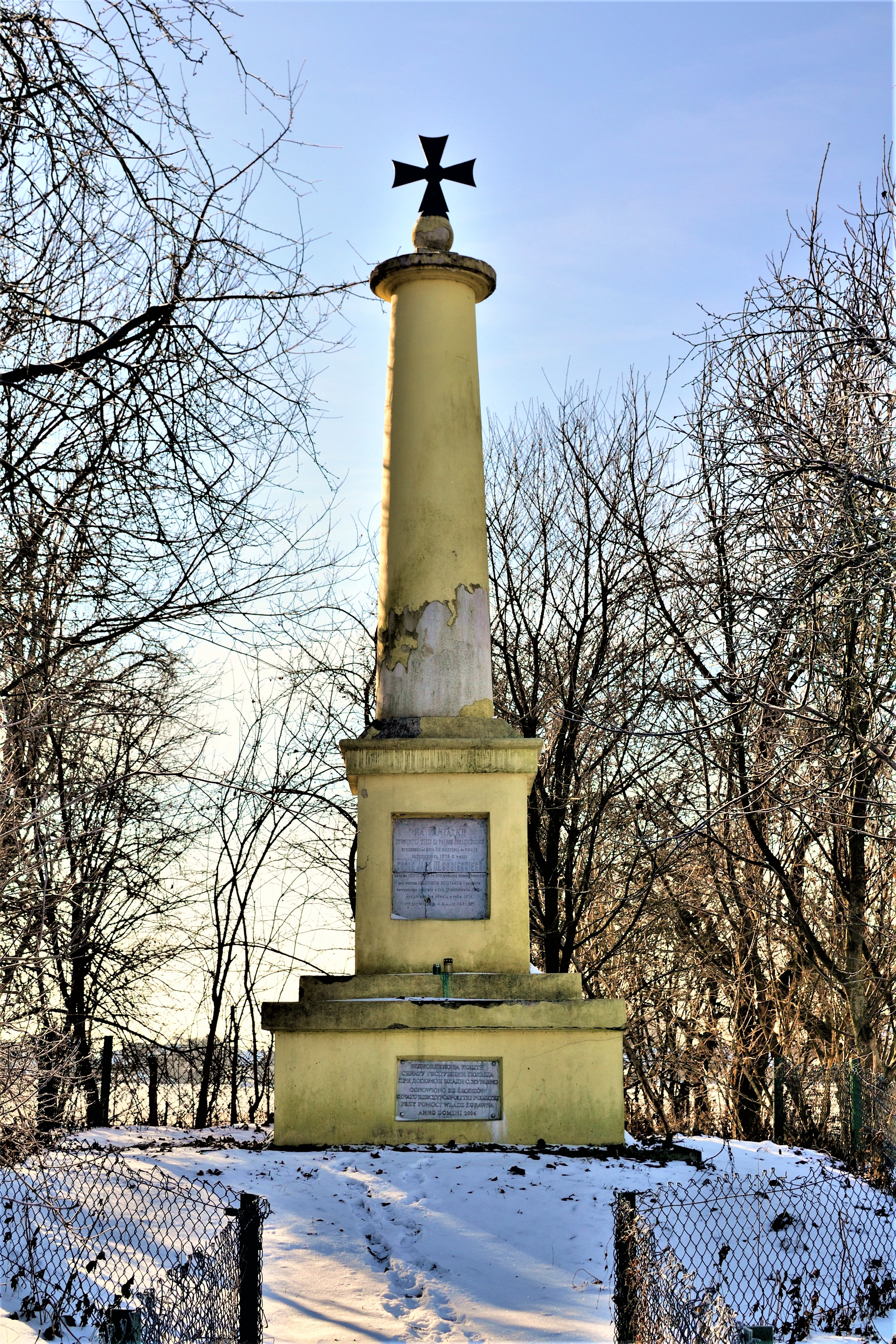
Пам'ятник, встановлений 1876 року на двохсоту річницю події
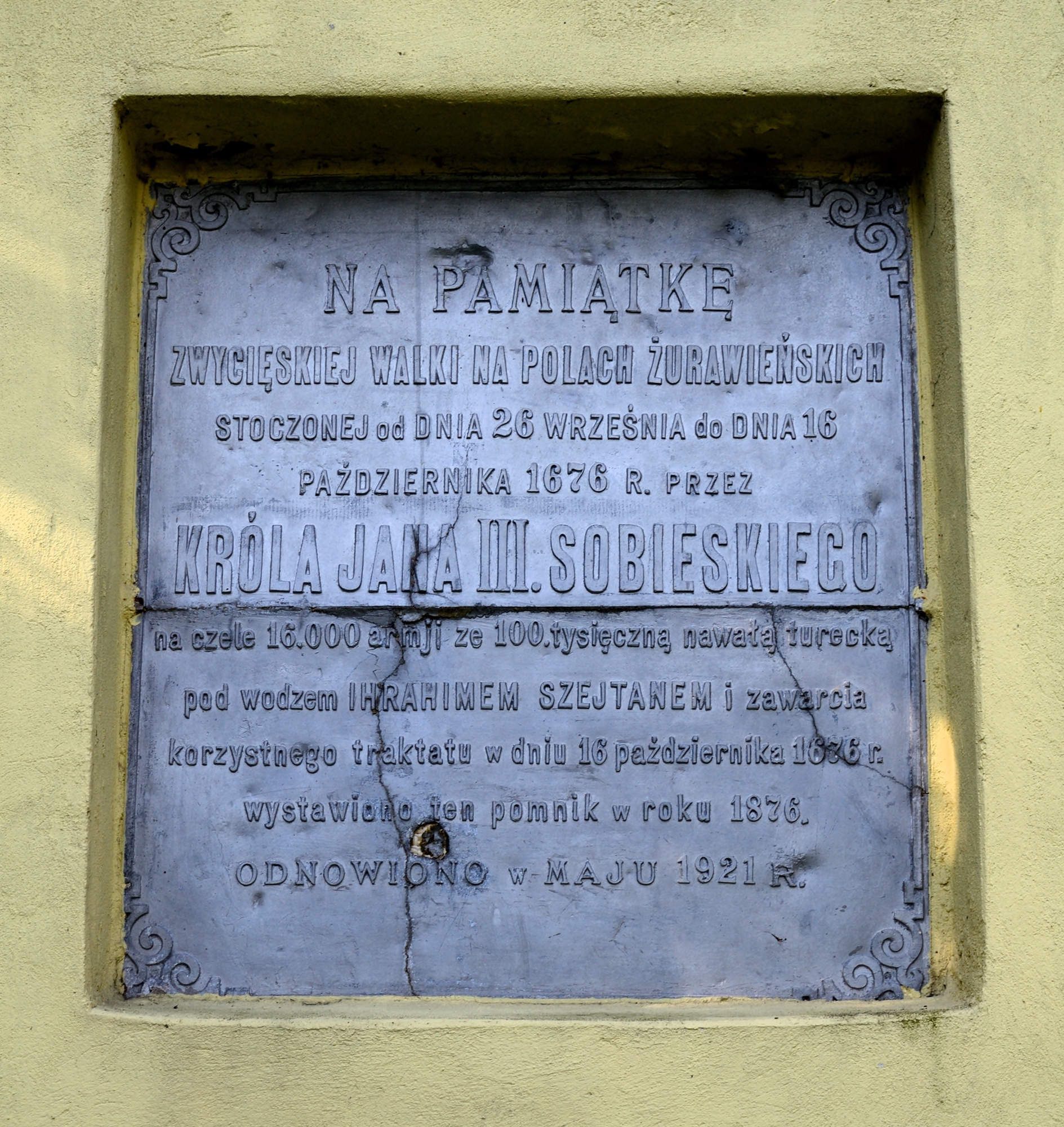
Таблиці